# Can Raspall (la Garriga)
Can Raspall o Casa Mercè Mayol és una masia del segle xiv del municipi de la Garriga (Vallès Oriental). És la primera obra realitzada per Manuel Joaquim Raspall i Mayol el 1903 a partir de la casa pairal de la seva mare, Mercè Mayol, filla de la Garriga. És una obra inclosa en l'Inventari del Patrimoni Arquitectònic de Catalunya.
Ubicada al carrer dels Banys (antic camí ral) i la plaça de Santa Isabel que va ser el centre del poble medieval, es tracta d'una de dues plantes i golfes amb una galeria de set buits. Al primer pis destaquen dues finestres gòtiques una de llinda plana i l'altre conopial.

## Descripció
Habitatge unifamiliar entre parets mitgeres fent cantonada. Consta de planta baixa, pis i golfa. Assentada al damunt de sòcol de maçoneria. Les parets de la planta baixa són de carreus fins a la imposta de maó. Les obertures estan encerclades amb obra vista. A la porta d'entrada i balcó hi ha, estilitzats de forma molt personal, un arc deprimit convex i un altre deprimit còncau. A partir de la imposta les parets de la façana són d'obra vista i les obertures de pedra. La coberta és a dues aigües fent cantonada. El ràfec està suportat per mènsules de fusta treballada i entre les mènsules hi ha una sanefa amb motius geomètrics. Sota el ràfec hi ha una doble arcuació.
Al seu costat s'hi afegí una casa unifamiliar entre parets mitgeres. Consta de planta baixa, dos pisos i torrassa. Assentada damunt un sòcol de maçoneria. Els arcs de les obertures són una lliure interpretació personal de l'arc deprimit convex dovellat. Les parets són d'obra vista llevat de la part més baixa, que és de carreu. A la segona planta hi ha una torrassa que clou en un mirador, la coberta és de faldons i hi ha una barana metàl·lica. Les llindes de les obertures de la planta baixa són de pedra. Unes mènsules de pedra suporten els pilars de la galeria del segon pis. El ràfec de coberta és prolongació de l'edifici del costat.

## Història
Es tracta de la primera obra de l'arquitecte Manel Joaquim Raspall, i la realitzà abans de finalitzar els estudis d'arquitectura. Es tracta de la reforma de Can Mayol, avui Can Raspall, efectuada l'any 1903 a la casa pairal de la seva mare. Va reforçar el primitiu caràcter gòtic de l'edifici, mantenint-hi les finestres conopials i l'arcuació de coronament i a la vegada introduí nous elements de l'estètica del moment: baranes amb ferro fuetejat i motius florals, vidres emplomats a portes i finestres. Ampliació de la casa el 1920.
S'observa clara influència del seu mestre Josep Puig i Cadafalch. Es va respectar l'aire gòtic mantenint les finestres del primer pis. Converteix l'antiga porta de la plaça en una finestra amb arc de punt d'ametlla i situa una altra d'igual a la façana del carrer Banys. A l'interior va crear diferents ambients separats, també, per arcs apuntats i destaquen els vitralls emplomats que serien una característica de la seva etapa modernista.
El 2007 es va restaurar. Després de diversos projectes sobre el destí de l'edifici, de propietat municipal, el 2007 es va realitzar la transformació i rehabilitació per tal de convertir-la en un espai públic que havia d'acollir la Fundació Manuel J. Raspall, un projecte proposat el 1997. Finalment la fundació no es va concretar, si bé l'edifici s'ha convertit en un centre d'interpretació del modernisme al municipi. Allotja diverses institucions culturals i, des del 2014, acull el fons documental cedit per Lluís Cuspinera amb una gran quantitat de documents originals de l'arquitecte Joaquim Raspall de qui ha estat el seu biògraf.

## Galeria

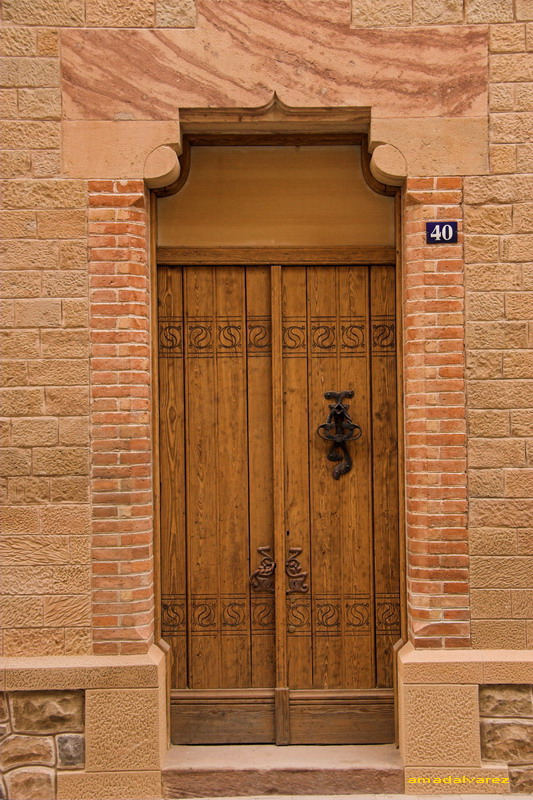
Porta principal C/Banys, 40
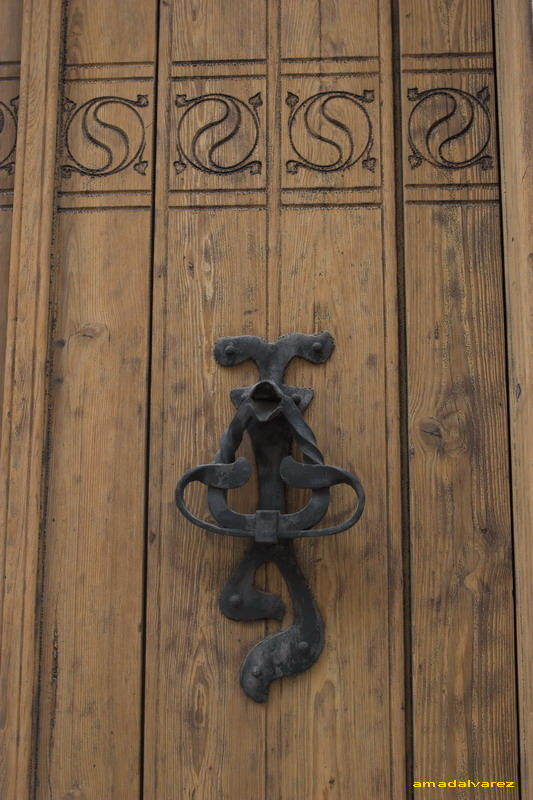
Detall del picaport
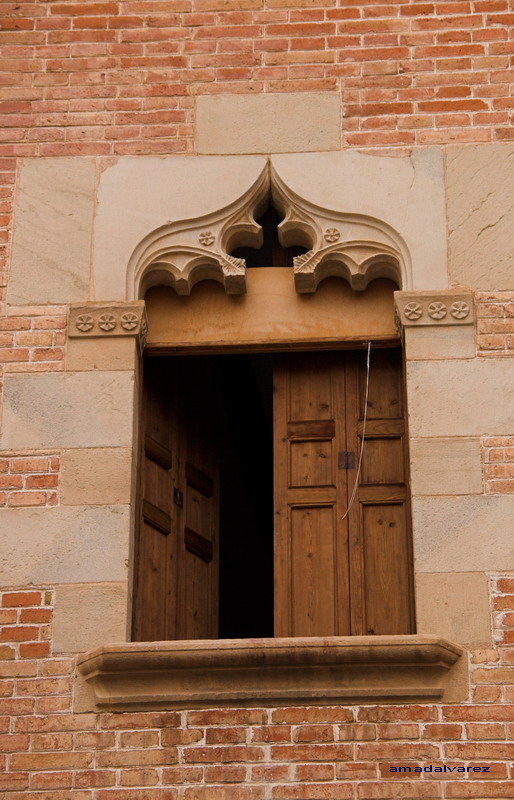
Finestra conopial original conservada
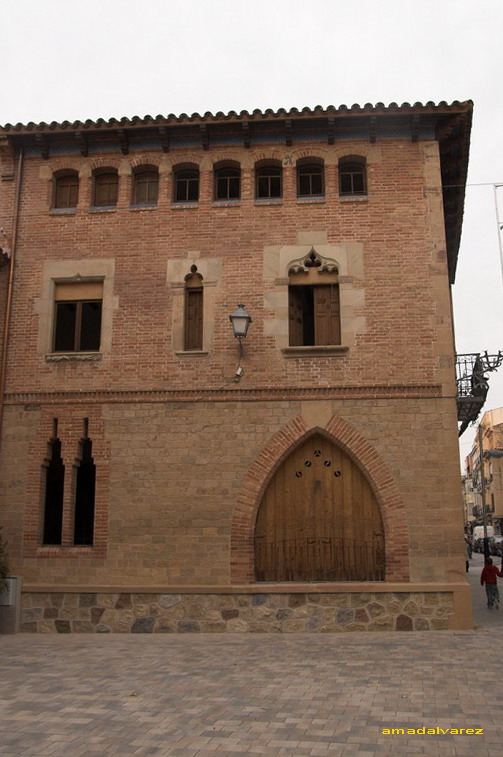
Façana principal restaurada el 2007
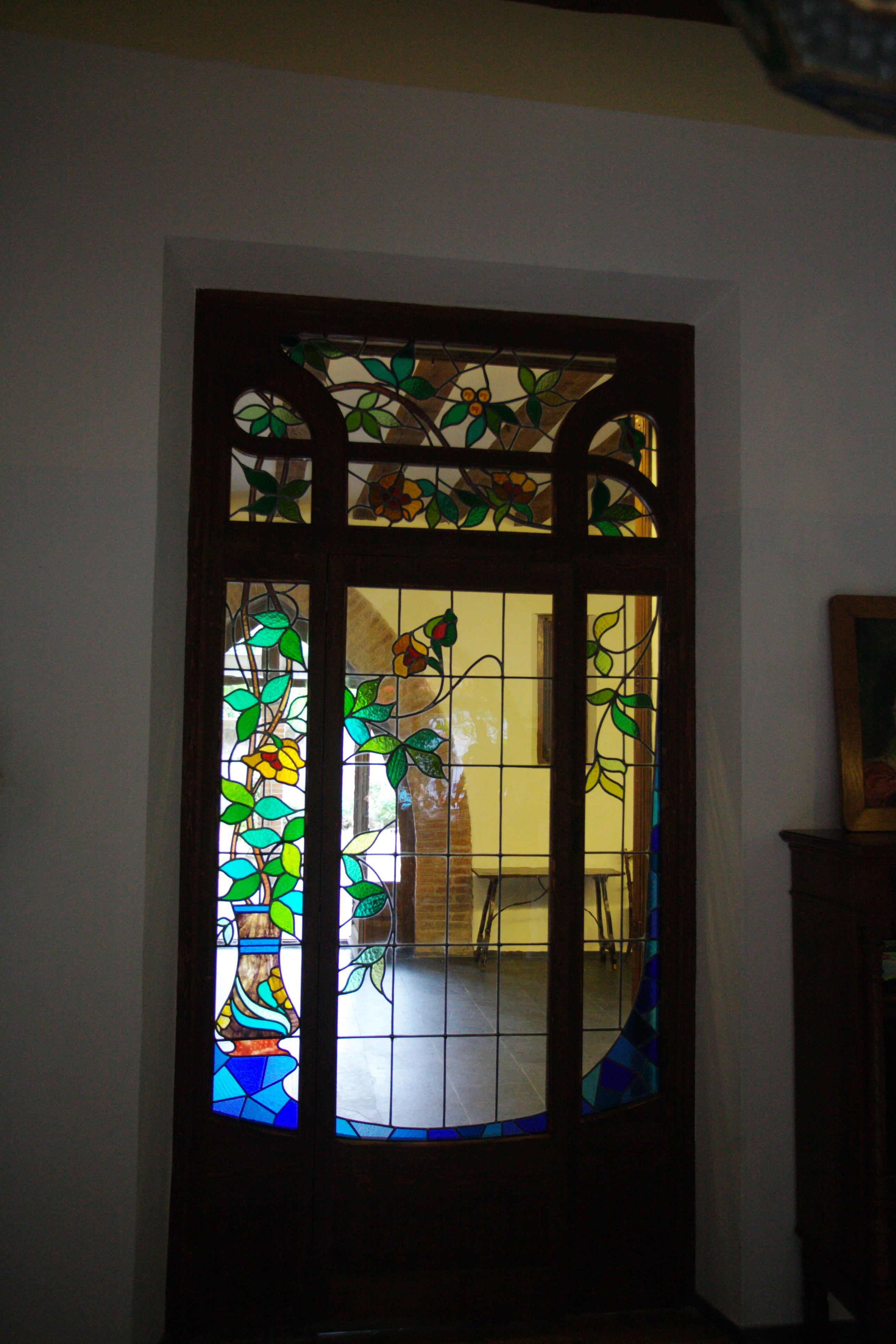
Vitrall interior
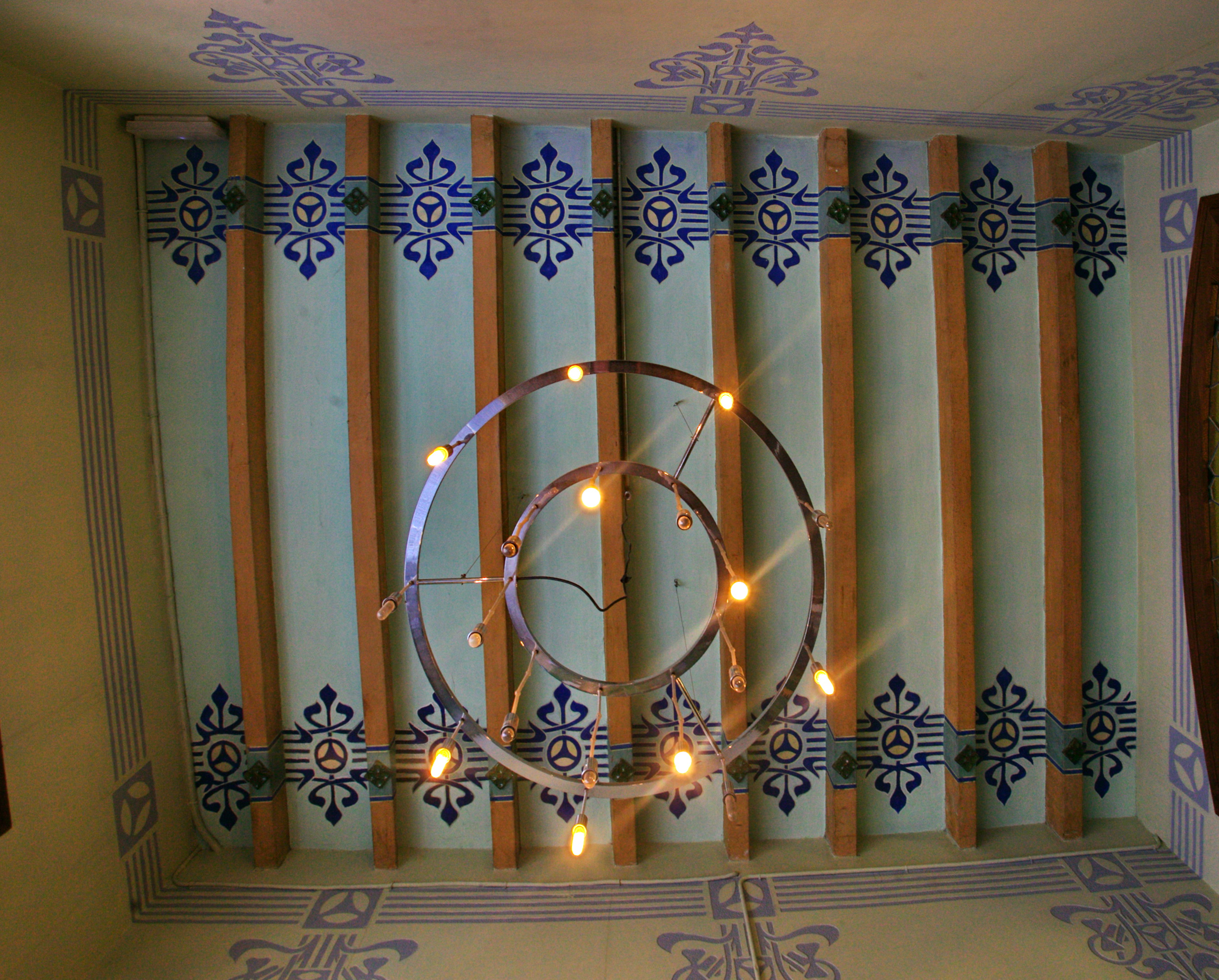
Sostre decorats